# Grenland Rail

Güterzug der Grenland Rail, befördert von zwei Ma-Lokomotiven bei Langhus

Grenland Rail AS ist ein Eisenbahnunternehmen, das Güter, Ausrüstung für die Eisenbahninfrastruktur (Arbeitszüge) sowie gefährliche Güter auf dem norwegischen Eisenbahnnetz transportiert. Das Unternehmen hat seinen Hauptsitz in Skien, eine Werkstatt und ein Bahnbetriebswerk in Drammen und fährt täglich Hønefoss, Oslo und Lillestrøm an.
Grenland Rail besitzt 21 Lokomotiven und beschäftigt rund 70 Mitarbeiter.

## Geschichte
Grenland Rail wurde gegründet, als das Bahndienstunternehmen Miljø og Veiservice AS Beförderungskapazität benötigte. Das Unternehmen entwickelte sich zum Beförderungsdienstleister für Güterwagen und Ausrüstung für Jernbaneverket. 2012 erhielt Grenland Rail eine Lizenz für den Güterverkehr in Teilen Norwegens.
2014 wurde diese Lizenz auf das gesamte norwegische Eisenbahnnetz sowie den Transport gefährlicher Güter ausgedehnt, und im Jahr 2018 wurde die Lizenz von einem Kleinen Unternehmen auf ein Mittleres Unternehmen geändert. Damit hatte Grenland Rail die Möglichkeit, mehr als 500 Millionen Tonnen Güter pro Jahr zu transportieren.
2024 wurden von den ÖBB acht Lokomotiven der Baureihe 1144 (003, 010, 018, 019, 020, 023, 024 und 045) angekauft. Je vier Lokomotiven sollen von Railcare in Långsele mit ETCS sowie ATC ausgestattet werden. Die Lokomotiven waren bis teilweise Oktober 2023 in Österreich im Einsatz und wurden am 3. November 2023 nach Rumänien überstellt, um verschrottet zu werden.

## Aufgaben
Grenland Rail fährt konventionelle Güterwagen, intermodale Einheiten und Sondertransporte. Zudem werden Rangierarbeiten in Güterbahnhöfen und Zustellfahrten zu Gleisanschlüssen durchgeführt. Als Lohnunternehmen werden Arbeitszüge befördert.

## Eingesetzte Lokomotiven
| Type          | Anzahl | Verwendung                   | Besonderes |
| ------------- | ------ | ---------------------------- | --- |
| V4            | 4      | Rangieraufgaben, Arbeitszüge | 2014 von TGOJ übernommen: GRAS V4 140, 141 und 145; am 15. April 2016 von Tågfrakt AB übernommen: GRAS V4 142                   |
| DE 6400       | 7      | Güterzüge                    | von Nederlandse Spoorwegen gekauft: 2016: 6446 und 6448; 2017: 6419 und 6449; 29. Juni 2018: 6452; 2020: 6407 und 6420          |
| Ma            | 3      | Güterzüge                    | 402 und 406 für Einsatz auf der Bahnstrecke Eidanger–Brevik bis Anschluss Norcem; ab 2024 Ma 402 als Ersatzteilspender          |
| Skd 226       | 5      | Arbeitszüge, Tunnelarbeiten  | Skd 226.618 (EVN: 98 76 0 226 618-9) 2006 von Volvo Transport AB und Skd 226.615, 2013 von Baneservice Skandinavia AB, Göteborg |
| Skd 228       | 1      | Rangieraufgaben, Arbeitszüge | ME05, 2009 von Stadtwerke Düsseldorf gekauft                                                                                    |
| Skd 229       | 1      | Güterzüge                    | 1963 als DB V 100 2123 gebaut, 2002 als Alstom BR 214 umgebaut, 2010 von Alstom gekauft                                         |
| El 15         | 4      | Güterzüge                    | Am 2. November 2020 von Hector Rail, GRAS El 15 101, 103–106. El 15 103 dient als Ersatzteilspender.                            |
| 159           | 2      |                              | Seit 2024: 90 74 2159 008-0 und 90 74 2159 007-2 N-GRAS                                                                         |
| ÖBB 1044/1144 | 6      |                              | Von den Österreichischen Bundesbahnen gekauft, 1044 003, 010, 018, 019, 023, 024 – abgestellt.                                  |

Stand Febr. 2025